# Ілова (Кутина)
Ілова (хорв. Ilova) — населений пункт у Хорватії, у Сисацько-Мославинській жупанії у складі міста Кутина.

## Населення
Населення за даними перепису 2011 року становило 821 осіб.
Динаміка чисельності населення поселення:

## Клімат
Середня річна температура становить 11,36 °C, середня максимальна – 25,82 °C, а середня мінімальна – -5,35 °C. Середня річна кількість опадів – 902 мм.
| Клімат поселення                              | Клімат поселення | Клімат поселення | Клімат поселення | Клімат поселення | Клімат поселення | Клімат поселення | Клімат поселення | Клімат поселення | Клімат поселення | Клімат поселення | Клімат поселення | Клімат поселення | Клімат поселення |
| Показник                                      | Січ.             | Лют.             | Бер.             | Квіт.            | Трав.            | Черв.            | Лип.             | Серп.            | Вер.             | Жовт.            | Лист.            | Груд.            |                  |
| Середній максимум, °C                         | 6,70             | 8,68             | 13,04            | 17,60            | 22,48            | 25,82            | 25,04            | 24,25            | 20,46            | 15,41            | 9,92             | 5,64             |                  |
| Середня температура, °C                       | 0,68             | 2,68             | 7,00             | 11,59            | 16,47            | 19,79            | 21,28            | 20,50            | 16,69            | 11,67            | 6,18             | 1,90             |                  |
| Середній мінімум, °C                          | −5,35            | −3,35            | 0,99             | 5,56             | 10,44            | 13,77            | 17,52            | 16,74            | 12,95            | 7,91             | 2,40             | −1,86            |                  |
| Норма опадів, мм                              | 56               | 52               | 61               | 74               | 81               | 93               | 83               | 86               | 77               | 82               | 88               | 69               |                  |
| Середньомісячна швидкість вітру, м/с          | 1.78             | 2.00             | 2.40             | 2.28             | 2.10             | 1.90             | 1.90             | 1.70             | 1.70             | 1.73             | 1.80             | 1.80             |                  |
| Середньомісячна сонячна радіація, кДж/м²·день | 4270             | 7041             | 10921            | 15322            | 19578            | 21778            | 22631            | 19862            | 14765            | 9025             | 4781             | 3487             |                  |
| --------------------------------------------- | ---------------- | ---------------- | ---------------- | ---------------- | ---------------- | ---------------- | ---------------- | ---------------- | ---------------- | ---------------- | ---------------- | ---------------- | ---------------- |
| Джерело:                                      |                  |                  |                  |                  |                  |                  |                  |                  |                  |                  |                  |                  |                  |